# ويليام ووفورد
ويليام تاتوم ووفورد (28 يونيو 1824-22 مايو 1884) كان جنرالا في جيش الولايات المتحالفة خلال الحرب الاهلية الاميركية.